# 가노 고키
가노 고키(일본어: 加納 虹輝, 1997년 12월 19일~)는 일본의 펜싱 선수로 주 종목은 에페이다. 2018년 아시안 게임에서 단체전 금메달, 개인전 동메달을 획득했으며, 2020년 하계 올림픽 에페 단체전에서 금메달을 획득하며 일본 최초의 올림픽 펜싱 금메달리스트가 되었다. 2024년 하계 올림픽에서는 개인전 금메달을 획득하여 박상영 이후로 두번째로 올림픽 펜싱 에페 남자 개인 종목에서 금메달을 획득한 아시아 선수가 되었다.